# 韋弗維爾 (北卡羅萊納州)
韋弗維爾（英語：Weaverville）是一個位於美國北卡羅萊納州班康縣的城鎮。

## 人口
根據2020年美國人口普查的數據，韋弗維爾的面積為10.07平方千米，當中陸地面積為10.05平方千米，而水域面積為0.02平方千米。當地共有人口4567人，而人口密度為每平方千米454人。